# 1946 Walraven
1946 Walraven è un asteroide della fascia principale. Scoperto nel 1931, presenta un'orbita caratterizzata da un semiasse maggiore pari a 2,2946541 UA e da un'eccentricità di 0,2345807, inclinata di 8,16058° rispetto all'eclittica.
L'asteroide è dedicato all'astronomo olandese Theodore Walraven.